# Петер Шреве
Петер Шреве (нім. Peter Schrewe; 3 грудня 1913, Тапіау — 9 листопада 1944, Яванське море) — німецький офіцер-підводник, капітан-лейтенант крігсмаріне.

## Біографія
8 квітня 1934 року вступив на флот. З вересня 1939 року служив в бортовій авіації на лінкорі «Шарнгорст». З жовтня 1940 по березень 1941 року пройшов курс підводника. З березня 1941 року — 1-й вахтовий офіцер U-48. В серпні 1941 року переданий в розпорядження 5-ї флотилії. З березня 1942 року — 1-й вахтовий офіцер на U-478. З 18 червня по 10 вересня 1942 року виконував обов'язки командира U-378, з 9 вересня по 12 листопада 1942 року — U-591. В листопаді-грудні пройшов курс командира човна. З 27 січня 1943 року — командир U-537, на якому здійснив 3 походи (разом 208 днів у морі).  9 листопада 1944 року U-537 був потоплений в Яванському морі східніше Сурабая (07°13′ пд. ш. 115°17′ сх. д.) торпедами американського підводного човна «Флаундер». Всі 58 членів екіпажу загинули.

## Звання
- Кандидат в офіцери (8 квітня 1934)
- Морський кадет (26 вересня 1934)
- Фенріх-цур-зее (1 січня 1937)
- Оберфенріх-цур-зее (1 січня 1937)
- Лейтенант-цур-зее (1 липня 1937)
- Оберлейтенант-цур-зее (1 квітня 1939)
- Капітан-лейтенант (1 січня 1943)

## Нагороди
- Медаль «За вислугу років у Вермахті» 4-го класу (4 роки)
- Залізний хрест 2-го класу
- Нагрудний знак флоту (1941)
- Нагрудний знак підводника